# Hydroporus pseudopubescens
Hydroporus pseudopubescens är en skalbaggsart som beskrevs av Zimmermann 1919. Hydroporus pseudopubescens ingår i släktet Hydroporus och familjen dykare. Inga underarter finns listade i Catalogue of Life.